# گیاه‌پارچ پیتوپانگی
گیاه‌پارچ پیتپانگی (نام علمی: Nepenthes pitopangii) نام یک گونه از سرده گیاه پارچ است.